# Envase de papel

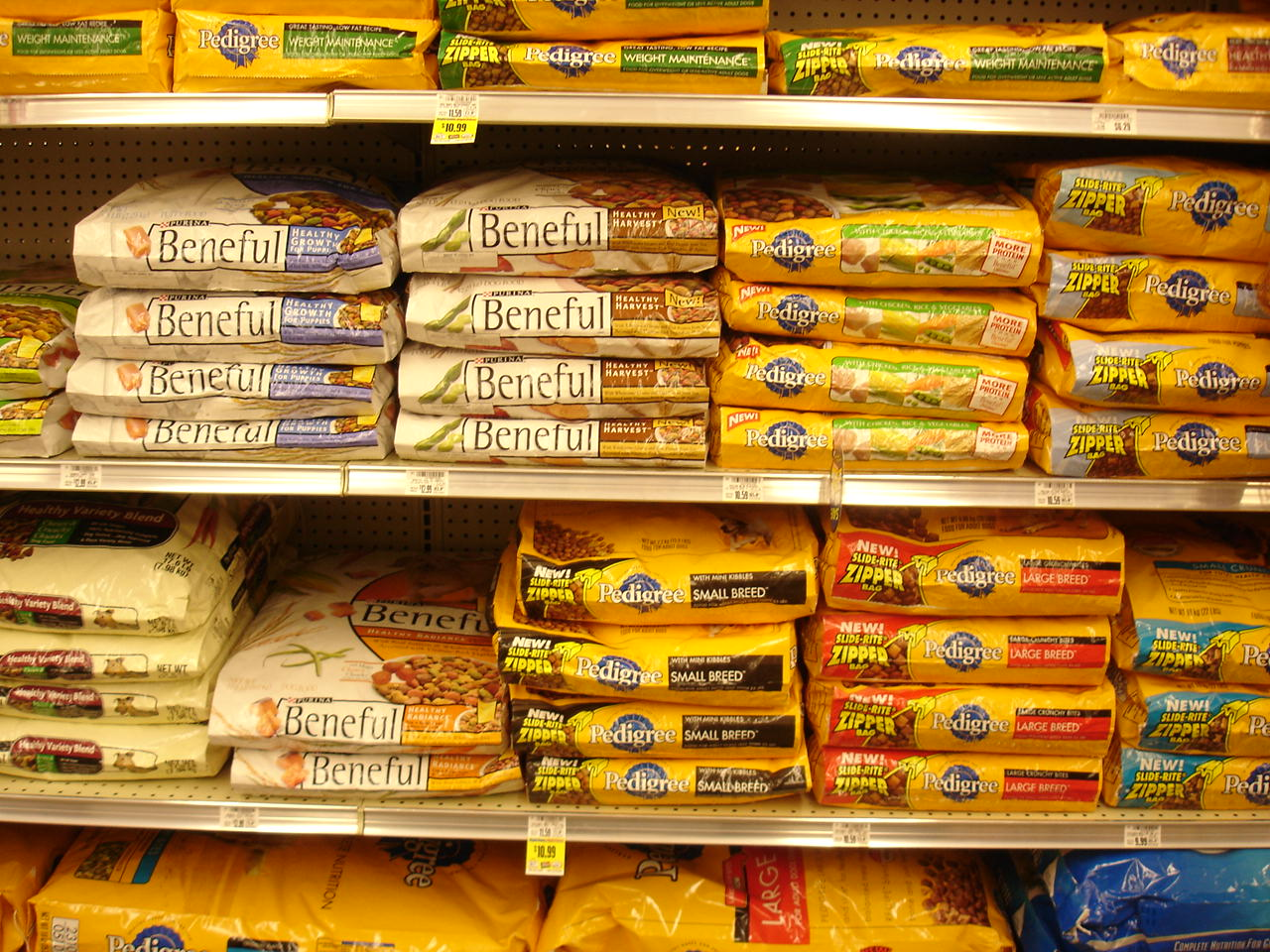
Comida para animales en sacos de papel.

El envase de papel está formado por una lámina de papel plegada y engomada. Se utiliza para productos pulverulentos tales como azúcar, sal, café o arroz ya que su diseño estructural impide el paso de su contenido al exterior.
Los sacos de papel se utilizan para mercancías pesadas tales como comida de animales, camas de gato, tierra o cemento. La utilización de papel kraft de fibra virgen en su fabricación les confiere una gran resistencia. 
En el punto de venta, su principal característica es su buena imprimabilidad lo que lo convierte en un buen reclamo promocional. Su bajo coste en relación con otros materiales, convierte al papel en una buena opción para productos de bajo valor añadido.